# Station Dinting
Dinting is een spoorwegstation van National Rail in Dinting, High Peak in Engeland. Het station is eigendom van Network Rail en wordt beheerd door Northern Rail.